# Musée international de l'esclavage
Ne doit pas être confondu avec le Musée intercontinental de l'Esclavage à Port-Louis (Île Maurice).
Le Musée international de l'esclavage (en anglais International Slavery Museum) est un musée consacré à l'esclavage colonial et à la traite négrière situé à Liverpool (Royaume-Uni).
En attente d'un nouveau lieu, il est situé au troisième niveau de l'Albert Dock, bâtiment qui abrite aussi le Merseyside Maritime Museum et le UK Border Agency National Museum.

## Historique
Il a été inauguré le 23 août 2007, le 23 août étant depuis 1998 le jour de célébration de la Journée internationale du souvenir de la traite négrière et de son abolition. L'année 2007 est également le bicentenaire du Slave Trade Act, loi interdisant la traite négrière au Royaume-Uni.